# Asphodeline prolifera
Asphodeline prolifera är en grästrädsväxtart som först beskrevs av Friedrich August Marschall von Bieberstein, och fick sitt nu gällande namn av Carl Sigismund Kunth. Asphodeline prolifera ingår i släktet junkerliljor, och familjen grästrädsväxter. Inga underarter finns listade i Catalogue of Life.